# Museo Principe Diego Aragona Pignatelli Cortés
Il Museo Principe Diego Aragona Pignatelli Cortés è un museo di Napoli sito all'interno di villa Pignatelli, lungo la Riviera di Chiaia.

## Storia e descrizione
Il museo fu voluto dalla principessa Rosina Pignatelli, moglie di Diego Aragona Pignatelli Cortés, nipote a sua volta dell'omonimo zio che dopo il 1867 acquisì la proprietà della villa dalla famiglia tedesca dei Rothschild.
La principessa Rosina lasciò quindi nel 1955 la titolarità della villa allo Stato Italiano con l'intento di istituire la casa-museo che avrebbe consentito di visitare tutte le ricchezze che la famiglia ha raccolto nel corso degli anni negli stessi ambienti del pian terreno della villa. Le raccolte si compongono essenzialmente di maioliche, argenti, bronzi, porcellane, smalti, cristalli, sculture, dipinti, mobilia, documenti e foto d'archivio, utensili e un'importante biblioteca che conta circa 2000 testi librari e 4000 microsolchi di musica classica e lirica.
Il nucleo più rappresentativo di porcellane è quello della Manifattura di Meissen con esemplari di particolare prestigio, come il servizio da caffè con paesaggi marini del 1735–1740 o ancora il gruppo plastico con il Ratto di Proserpina del 1750; della Real Fabbrica di Napoli fanno invece parte la famosa Lavandaia, il Gentiluomo con marsina, la Scena galante con cagnolino; numerosi poi i biscuit di Capodimonte e altri oggetti della medesima manifattura.
Tra le sculture più rilevanti le opere di Giovanni De Martino, i due busti della seconda metà del Settecento di papa Innocenzo XII Pignatelli e di papa Clemente XI Albani, entrambe di Domenico Guidi, la statua di Diego Pignatelli duca di Monteleone seduto, di Leonardo Pennino, la statua della Danzatrice di Carlo Chelli, tre sculture ottocentesche raffiguranti Venere con pomo, Venere che esce dal bagno e Venere con delfino e putti alati. Sono invece bronzee la statua di Vincenzo Gemito del Narciso, datata 1886, e il busto di Manuel Tolsà del 1794 raffigurante il conquistatore Fernando Cortés,
Tra i dipinti più rilevanti esposti negli ambienti della villa sono invece un Ritratto di Maria Carolina di ignoto autore del XVIII secolo e le tavole con le Storie della Vergine di Giovanni Filippo Criscuolo del 1530 circa, raffiguranti la Nascita della Vergine, la Presentazione al Tempio e lo Sposalizio della Vergine.
Inoltre nelle scuderie della villa è ospitato il Museo delle Carrozze. Il pezzo principale è la raccolta di trentaquattro carrozze e calessi di produzione italiana, inglese e francese